# Ramales de la Victoria
Ramales de la Victoria település Spanyolországban, Kantábria autonóm közösségben. Ramales de la Victoria Soba, Ruesga, Rasines, Karrantza és Lanestosa községekkel határos. Lakosainak száma 3061 fő (2024).

## Népesség
A település népessége az elmúlt években az alábbi módon változott:
| Lakosok száma | 2242 | 2273 | 2367 | 2575 | 2788 | 2820 | 2895 | 2876 | 2958 | 3061 |
|               | 2001 | 2004 | 2007 | 2009 | 2012 | 2014 | 2017 | 2019 | 2022 | 2024 |